# Hemimetopius kayoveanus
Hemimetopius kayoveanus là một loài tò vò trong họ Ichneumonidae.